# Valle del Sarca
La Valle della Sarca comprende la parte finale del territorio attraversato dal fiume Sarca, precisamente la parte compresa tra il centro abitato di Sarche (dal 2016 frazione di Madruzzo) e l'estuario nel Lago di Garda.
Sia il fiume che la valle omonima si trovano compresi completamente nel territorio del Trentino.

## Origine del nome
Il nome le viene dal fiume che la percorre, la Sarca.

## Descrizione
La Valle della Sarca morfologicamente si presenta come un'ampia valle a “U” di origine glaciale, gode di una vocazione agricola e vanta un clima mite mediterraneo, molto diverso da quello che caratterizza i primi tratti del fiume che le dà il nome.
Il territorio percorso dalla Sarca non è infatti raggruppabile come un'unica valle, ma è formato da una sequenza di diverse vallate e gole. Il fiume nasce infatti a sud di Madonna di Campiglio, vicino a Pinzolo, dall'unione della Sarca di Campiglio e della Sarca di Val Genova e solo dopo aver attraversato vari avvallamenti anche di grande estensione sfocia nel Lago di Garda, del quale è il principale immissario. Nell'ordine, i territori attraversati dal fiume sono la Val Rendena, la Busa di Tione, la Gola della Scaletta, il Banale e il Canyon del Limarò (fin qui, tutti facenti parte delle Valli Giudicarie). Poi dall'abitato di Sarche la situazione muta e il panorama si allarga, e da qui si inizia a parlare di Valle della Sarca.
Nella dolce discesa verso il Lago di Garda, la valle abbraccia il Lago di Cavedine e ospita gli abitati di Sarche, Pergolese, Ponte Oliveti, Pietramurata, Dro, Ceniga, Arco e Riva del Garda con le loro rispettive frazioni.
La Valle della Sarca viene spesso confusa o intercambiata impropriamente con la Valle dei Laghi, che la affianca parallelamente verso est per una parte del suo percorso, culmina a sud nella Valle di Cavedine, ed invece comprende i comuni di Vallelaghi, Madruzzo e Cavedine, più Cadine, Vigolo Baselga e Baselga del Bondone (frazioni del comune di Trento). Le due valli, nel tratto percorso in parallelo (che a grandi linee corrisponde al tratto della Valle dei Laghi che prende il nome di Valle di Cavedine), sono separate da una successione di dossi che le dividono chiaramente.

## Economia
Tutta la valle è interessata da iniziative ed attività turistiche. La pista ciclabile è particolarmente frequentata e non mancano punti nei quali è possibile affrontare percorsi e tracciati alpinistici anche molto impegnativi.
Nella valle sono numerose le opere per imbrigliare le acque del fiume in modo da utilizzarne la forza di caduta per la produzione di energia elettrica. Questo, negli anni, ha prodotto problemi ecologici dovuti alla scarsa quantità di acqua lasciata al naturale corso superficiale.